# Gartenstadt (Nürnberg)
Gartenstadt ist ein südlicher Stadtteil Nürnbergs und Name des statistischen Bezirk 45. Namensstiftend war die um 1900 in Deutschland und England einsetzende Gartenstadt-Bewegung.

## Lage
Die Gartenstadt liegt im südlichen Nürnberg und ist im Nordosten durch den Rangierbahnhof begrenzt. Gen Süden schließen sie der Ortsteil Falkenheim und gen Westen die Bundesautobahn 73 ab. In unmittelbarer Nähe befinden sich der Südfriedhof und die Reste des im Bereich der Gartenstadt größtenteils zugeschütteten Ludwig-Donau-Main-Kanals.
| Werderau         | Gibitzenhof                                 | Rangierbahnhof   |
| Main-Donau-Kanal | Kompassrose, die auf Nachbargemeinden zeigt | Südfriedhof      |
| Maiach           | Falkenheim                                  | Kettelersiedlung |

## Geschichte
1908 folgten in Nürnberg 900 wohnungssuchende Bürger dem Aufruf zur Gründung einer Gartenstadt-Baugenossenschaft. Davon entschlossen sich 155 Mitglied zu werden und jeweils 200 Mark einzulegen. Auf preiswertem Grund, dem Hirschensuhl im Süden der Stadt Nürnberg, wurde unter maßgeblicher Beteiligung des Münchner Architekten Richard Riemerschmid die neue Siedlung geplant; zunächst wurden die ersten 46 Häuser gebaut. 1911 waren 76 Wohnungen fertiggestellt. Weitere Planungsarbeiten übernahm Hans Lehr, der die weiteren Bauabschnitte zusammen mit seinem Kompagnon Karl Leubert bis zum Zweiten Weltkrieg wesentlich prägte. Zum Kriegsbeginn 1939 zählte man bereits knapp 1400 Wohneinheiten. Während die Schlacht um Nürnberg tobte, wurde die Gartenstadt am 17. April 1945 kampflos von amerikanischen Verbänden eingenommen, die noch am gleichen Abend weiter nördlich, an der Bayernstraße, in Stellung gingen. Die im Zweiten Weltkrieg zerstörten Häuser wurden später teilweise in vereinfachter Bauform im ursprünglichen Baustil wiederhergestellt, der sich auch in den Ortsteil Falkenheim hinein fortsetzt. Die Gartenstadt steht unter Denkmal- und Ensembleschutz. Lediglich an der Ecke Finkenbrunn unterbrechen drei Bauten aus den 1970er Jahren, ein 17-stöckiges Hochhaus sowie zwei Flachbauten den städtebaulichen Gesamteindruck des historisierenden Stadtviertels.
Heute umfasst die Gartenstadt etwa 880 Einfamilienhäuser, die meist einen kleinen Hausgarten haben, sowie fast weitere 1600 Wohnungen in Mehrfamilienhäusern. Diese haben größtenteils einen Balkon, zusammen sind es knapp 2500 Wohneinheiten.
Nach einer langen Planungsphase erweiterte die Gartenstadt ihren Wohnungsbestand zum Ende der 2010er Jahre um weitere 75 Genossenschaftswohnungen. Der neu geschaffene Gebäudekomplex entstand 2018/19 in etwa vier Kilometer Entfernung im Stadtteil Langwasser und deutlich südöstlich abgesetzt des historisierenden Ensembles, an der Einmündung des Franz-Reichel-Ringes in die Staatsstraße ST 2225, die dort Am Zollhaus heißt. (Ecke Liegnitzer Straße) ⊙

## Bildung und Kultur
Es gibt einen Kindergarten und eine Grundschule. Das kulturelle Leben des Ortsteils spielt sich überwiegend im Gemeinschaftshaus Gartenstadt mit Eventhalle ab. Für eine Vielzahl von kleineren Veranstaltungen steht der Kulturladen Gartenstadt zur Verfügung.

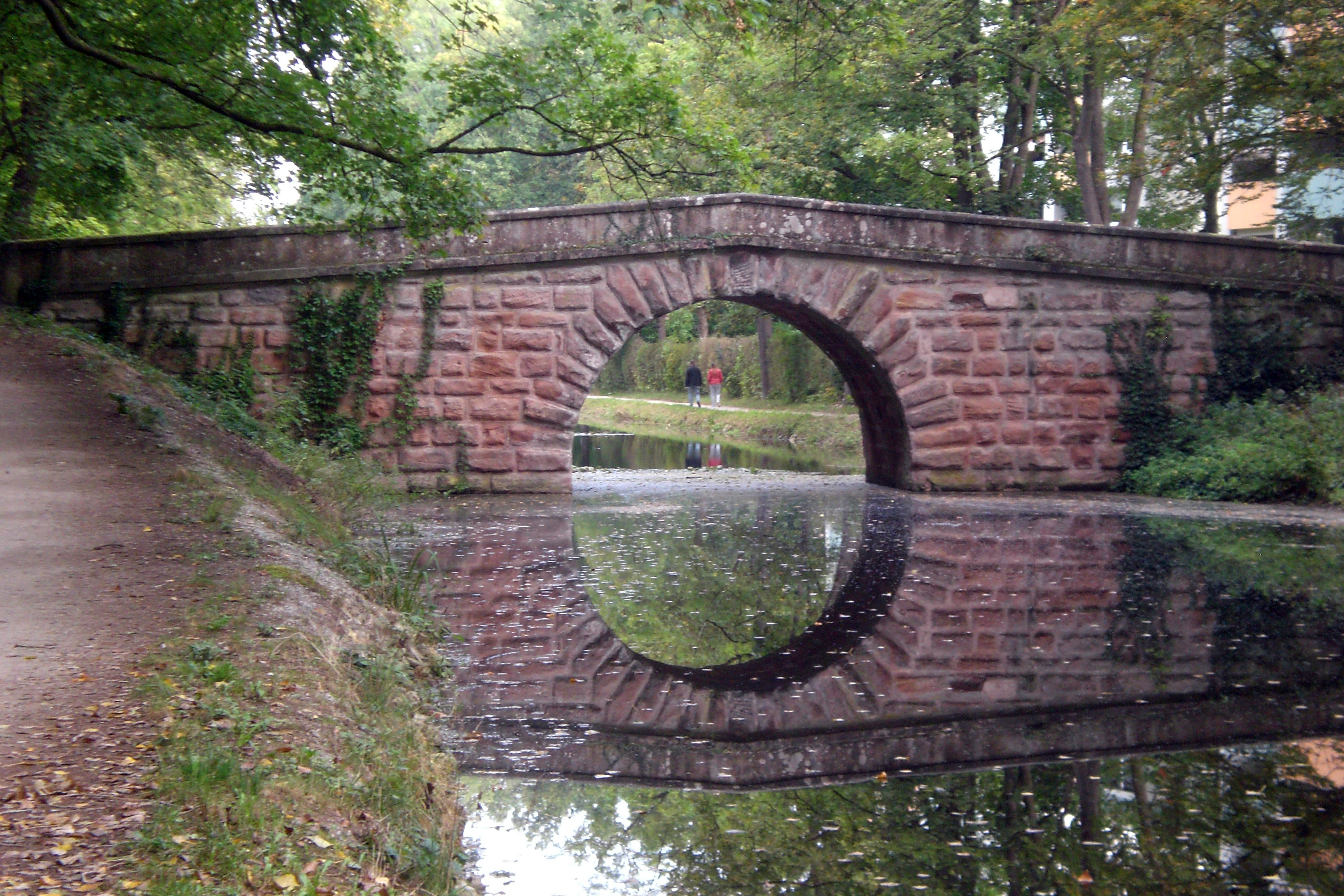
Steinerne Brücke, Gartenstadt (2024)

## Verkehr
Durch den Stadtteil ziehen sich von Nordwest nach Südost Minervastraße, Finkenbrunn und Julius-Loßmann-Straße (Kreisstraße N 1). Die Südwesttangente und die A 73 verlaufen in unmittelbarer Nähe; zu beiden gibt es Auffahrtsmöglichkeiten. Der ÖPNV besteht hauptsächlich aus der Straßenbahnlinie 5 mit den Haltestellen Finkenbrunn und Südfriedhof.
| Linie              | Verlauf | Takt                                       |
| ------------------ | --- | ------------------------------------------ |
| Straßenbahnlinie 5 | Tiergarten – Siedlerstraße – Balthasar-Neumann-Straße – Mögeldorf – Lechnerstraße – Business Tower – Marthastraße – Norikerstraße – Dürrenhof – Marientunnel – Hauptbahnhof – Celtisplatz – Aufseßplatz – Christuskirche – Humboldtstraße – Schuckertstraße – Siemensstraße – Lothringer Straße – Frankenstraße – Trafowerk – Am Rangierbahnhof – Finkenbrunn – Südfriedhof – Saarbrückener Straße – Worzeldorfer Straße Stand: Fahrplanwechsel Dezember 2023 | 10 min (werktags) 20 min (sonn-/feiertags) |

Weiterhin verkehren die VGN-Buslinien 51, 67, 68, 89, 98, N 5 und N 6 durch die Gartenstadt, die außer Finkenbrunn teils auch die Haltestellen Minervaplatz und Am Ludwigskanal bedienen.

## Sehenswürdigkeiten
- Steinerne Brücke am Ludwigs-Kanal
- Ende des Ludwig-Donau-Main-Kanals
- Regenbogenschule
- Katholische Kirche St. Franziskus, Pachelbelstraße 1
- Katholische Kirche Sankt Rupert, Leerstetter Straße 4
- Evangelisch-lutherische Emmauskirche Gemeindehaus, Schulze-Delitzsch-Weg 28
- Evangelisch-lutherische Emmauskirche, Pachelbelstraße 15
- Katholische Kirche Sankt Wunibald, Saarbrückener Straße
- Südfriedhof